# 1017
| Calendário gregoriano                                                        | 1017 MXVII                                           |
| Ab urbe condita                                                              | 1770                                                 |
| Calendário arménio                                                           | 466 – 467                                            |
| Calendário bahá'í                                                            | -827 – -826                                          |
| Calendário budista                                                           | 1561                                                 |
| Calendário chinês                                                            | 3713 – 3714 Início a 31 de janeiro (aproximadamente) |
| Calendário copta                                                             | 733 – 734                                            |
| Calendário etíope                                                            | 1009 – 1010                                          |
| Calendários hindus - Vikram Samvat - Calendário nacional indiano - Cáli Iuga | 1072 – 1073 938 – 939 4117 – 4118                    |
| Calendário Holoceno                                                          | 11017                                                |
| Calendário islâmico                                                          | 407 – 408                                            |
| Calendário judaico                                                           | 4777 – 4778                                          |
| Calendário persa                                                             | 395 – 396                                            |
| Calendário rúnico                                                            | 1267                                                 |
| Calendário solar tailandês                                                   | 1560                                                 |

1017 (MXVII, na numeração romana) foi um ano comum do século XI do Calendário Juliano, da Era de Cristo, e a sua letra dominical foi F (52 semanas), teve início a uma terça-feira e terminou também a uma terça-feira.
No território que viria a ser o reino de Portugal estava em vigor a Era de César que já contava 1055 anos.
| Ano completo                       |
| ---------------------------------- |
| Ano comum com início à terça-feira |

## Eventos
- Ema da Normandia, viúva de Etelredo II de Inglaterra, casa com Canuto, o Grande.
- Garcia II Sanchez torna-se conde de Castela.
- Abderramão IV é nomeado Califa de Córdova, esteve à frente do califado até 1022.
- Casamento de Ilduara Mendes com Nuno Alvites 5º Conde de Portugal.
- Lisboa e grande parte do resto de Portugal é atingida por um terramoto de grande intensidade, com as referências escritas da época a referem grandes estragos.

## Nascimentos
- 29 de outubro - Henrique III, Sacro Imperador Romano-Germânico, m. 1056.

## Mortes
- Sanjo, 67º imperador do Japão.
- 5 de Fevereiro - Sancho Garcia, 4º Conde de Castela n. 970.